# Manuel Abejón Adámez
Manuel Abejón Adámez (Madrid, 27 de febrero de 1940-San Lorenzo de El Escorial, 13 de diciembre de 2022) fue un ingeniero aeronáutico, profesor universitario y político español.
Hijo único del militante del Partido Socialista Obrero Español Manuel Abejón Ortiz y de Benita Adámez Martínez, Manuel Abejón Adámez fue diputado socialista por la circunscripción electoral de Madrid entre 1983 y 1986. En el congreso de los Diputados desempeño los siguientes cargos:
- Vocal Comisión de Industria, Obras Públicas y Servicios desde el 26/07/1983 al 23/04/1986.
- Vocal Comisión de Investigación de catástrofes aéreas ocurridas en las inmediaciones del Aeropuerto de Barajas los dias 27 de noviembre y 8 de diciembre de 1983 desde el 15/03/1984 al 23/04/1986.

También desempeñó distintos cargos políticos, institucionales y profesionales. Fue el primer presidente del ENAIRE, entonces Aeropuertos Españoles y Navegación Aérea (Aena), Presidente de la Comisión de Control de CajaMadrid, Secretario de Organización del PSOE-M y Decano del Colegio Oficial de Ingenieros Aeronáuticos de España entre otros cargos.